# Giovanni Ardizzi
Giovanni Ardizzi (Milano, 3 ottobre 1899 – ...) è stato un calciatore italiano, di ruolo difensore.

## Carriera
Ha totalizzato 3 presenze nel Savoia nel campionato di Prima Divisione del 1922-23.